# Cecilia Malmströmová
Anna Cecilia Malmströmová (nepřechýleně Malmström, * 15. května 1968, Stockholm, Švédsko) je bývalá švédská a evropská politička. V letech 1999–2006 byla poslankyní Evropského parlamentu za Švédsko a specializovala se na otázky rozšíření EU a ochrany lidských práv. Jako ministryně pro záležitosti Evropské unie ve švédské vládě v letech 2006–2010 se zaměřovala na evropskou integraci a spolupráci v rámci EU. V letech 2010–2014 působila jako eurokomisařka pro vnitřní záležitosti v Evropské komisi a věnovala se problematice migrace, azylové politiky, boji proti organizovanému zločinu a kyberkriminalitě. V letech 2014–2019 zastávala v Junckerově komisi funkci eurokomisařky pro obchod a podílela se na vyjednávání mezinárodních obchodních dohod, včetně Transatlantického obchodního a investičního partnerství (TTIP) s USA. Po odchodu z Evropské komise se věnuje akademické a expertní činnosti v oblasti mezinárodního obchodu a práva. Do roku 2023 byla členkou Liberální lidové strany (součást Aliance liberálů a demokratů pro Evropu). 

## Biografie
Cecilia Malmström se narodila ve farnosti Brännkyrka v jižní části Stockholmu. Od svých devíti do dvanácti let vyrůstala ve Francii, kde její otec pracoval pro švédskou strojírenskou společnost SKF. V 19 letech se do Francie vrátila ke studiu literatury na pařížské Sorbonně.
Po návratu do Švédska pracovala v Göteborgu jako psychiatrická sestra, učitelka a odborná asistentka na univerzitně, kde v roce 1998 dokončila doktorát z politologie. Její disertační práce se týkala regionálních stran v západní Evropě se zaměřením na Katalánsko ve Španělsku a Lombardii v Itálii a věnovala se výzkumu a výuce v oblasti evropské politiky, regionalismu, imigrace a terorismu.
Působila také ve Stuttgartu a v Barceloně. Hovoří plynně švédsky, anglicky, španělsky a francouzsky a má středně pokročilou znalost němčiny a italštiny.
Od konce osmdesátých let 20. století byla členkou Liberální lidové strany (Folkpartiet liberalerna), od roku 1997 zasedala ve vedení strany a v letech 1998–2001 byla členkou regionální rady Västra Götaland. V roce 2007 byla jmenována první místopředsedkyní strany. V květnu 2023 oznámila, že své členství ve straně ukončila kvůli nesouhlasu s účastí liberálů na politické dohodě po švédských parlamentních volbách v roce 2022.

### Poslankyně Evropského parlamentu (1999–2006)
V roce 1999 a 2004 byla zvolena poslankyní Evropského parlamentu za Švédsko. Během svého působení byla členkou výborů pro zahraniční věci, výboru pro ústavní záležitosti, výboru pro vnitřní trh a ochranu spotřebitelů a také podvýboru pro lidská práva a podvýboru pro bezpečnost a obranu. Kromě toho působila jako místopředsedkyně parlamentních delegací v Maďarsku (před jeho vstupem do EU v roce 2004) a v Chorvatsku.
Jako členka Výboru pro zahraniční věci napsala kritickou zprávu o strategii EU vůči Rusku. V roce 2002 se stala mluvčí skupiny liberálů pro zahraniční záležitosti a navrhla kubánského disidenta Oswalda Payá na Sacharovovu cenu za svobodu myšlení, kterou od Evropského Parlamentu v roce 2002 obdržel.
V roce 2001 založila spolu s devíti dalšími europoslanci, včetně Nicka Clegga a Helle Thorning-Schmidt, kampaň za parlamentní reformu (CPR), jejímž cílem bylo prosazovat změny v každodenním fungování Evropského parlamentu.

### Švédská ministryně pro evropské záležitosti (2006–2010)
Po švédských volbách v roce 2006, v nichž zvítězila středopravá koalice, se vrátila do Švédska, aby se ujala funkce ministryně pro evropské záležitosti ve vládě premiéra Fredrika Reinfeldta. Do její kompetence patřily institucionální otázky, revize rozpočtu EU, strategie pro oblast Baltského moře, Lisabonská strategie a koordinace švédského předsednictví v Radě Evropské unie v roce 2009.
Malmström podporuje přijetí eura a v srpnu 2007 byla jedním z politiků, kteří požadovali další referendum o členství v eurozóně (první se konalo v roce 2003).

### Členka Evropské komise (2010–2019)

#### Eurokomisařka pro vnitřní záležitosti (2010–2014)

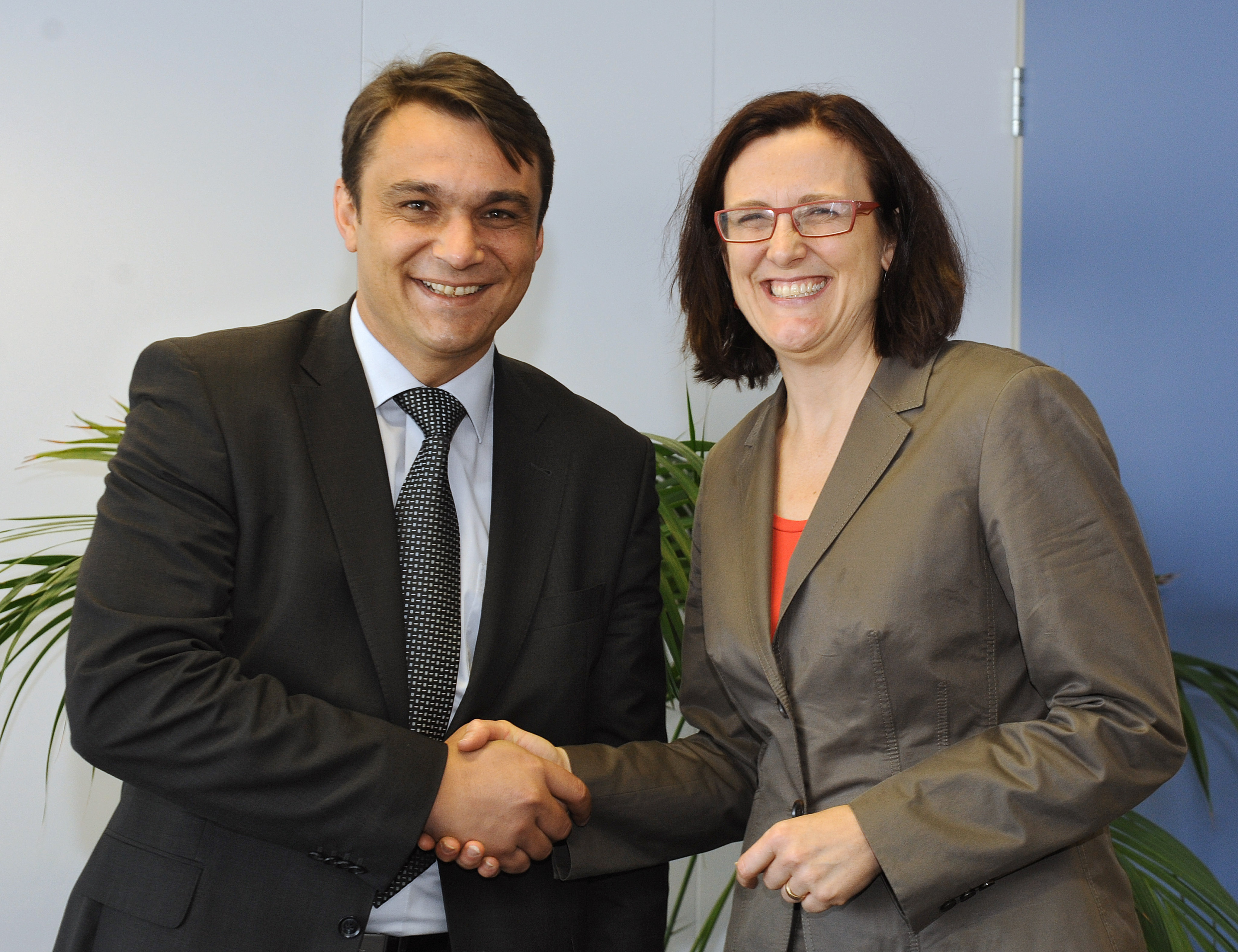
Cecilia Malmström a ministr bezpečnosti Bosny a Hercegoviny Sadik Ahmetović, Brusel 2010

V listopadu 2009 byla nominována svou vládou na příští švédskou eurokomisařku. Předseda Evropské komise José Manuel Barroso jí nabídl funkci komisařky pro vnitřní záležitosti, která vznikla v důsledku rozdělení předchozího portfolia, jež zahrnovalo i lidská práva. Europoslanci ji schválili a funkce se ujala 10. února 2010.
Ve březnu 2010 Malmström v rámci svého úsilí o posílení bezpečnosti evropských občanů zajistila politickou dohodu mezi Evropským parlamentem, Radou a Komisí o provádění článku 10 protokolu OSN o střelných zbraních, který bojuje proti nezákonnému obchodování s civilními střelnými zbraněmi.
V září 2011 oficiálně zahájila projekt o zvyšování povědomí o radikalizaci, jehož cílem je bojovat proti terorismu a násilnému extremismu spíše prostřednictvím preventivních opatření než konfrontací. Projekt přichází jako další nástroj strategií EU pro boj proti terorismu a opatření pro boj proti radikalizaci a náboru k terorismu. O necelý rok později se z projektu stala celoevropská síť vědců, psychologů, nevládních organizací, obětí terorismu, náboženských představitelů, zástupců občanské společnosti a policistů spolu s poradním sborem.
V listopadu 2012 oznámila spolu s ředitelem Europolu Robem Wainwrightem vznik Evropské finanční koalice proti komerčnímu sexuálnímu zneužívání dětí na internetu. Cílem je podpořit mezinárodní vyšetřování, spolupracovat se soukromým sektorem, chránit firmy před zneužitím jejich služeb, poskytovat školení, sdílet zdroje a zvyšovat povědomí veřejnosti. Na konferenci v Bruselu v prosinci 2012 Malmström spolu s generálním prokurátorem USA Ericem Holderem zahájili činnost Globální aliance proti sexuálnímu zneužívání dětí na internetu. Jejím cílem je sjednotit rozhodovací orgány na celém světě, zlepšit identifikaci obětí a pomoc obětem a zefektivnit stíhání pachatelů. Aliance je jedním z největších projektů  v této oblasti, jejími účastníky bylo 48 zemí světa, 27 členských států EU a 21 zemí mimo EU (Albánie, Austrálie, Kambodža, Chorvatsko, Gruzie, Ghana, Japonsko, Moldavsko, Černá Hora, Nový Zéland, Nigérie, Norsko, Filipíny, Srbsko, Jižní Korea, Švýcarsko, Thajsko, Turecko, Ukrajina, Spojené státy americké a Vietnam).
Dne 11. ledna 2013 Wainwright a Malmström oficiálně zahájili činnost Evropského centra pro boj proti kyberkriminalitě (EC3), jehož cílem je oblast kyberkriminality
- páchané organizovanými skupinami za účelem dosažení velkých zisků z trestné činnosti, jako jsou podvody na internetu
- způsobující vážnou újmu oběti, jako je sexuální zneužívání dětí online
- ovlivňující kritickou infrastrukturu a informační systémy v EU

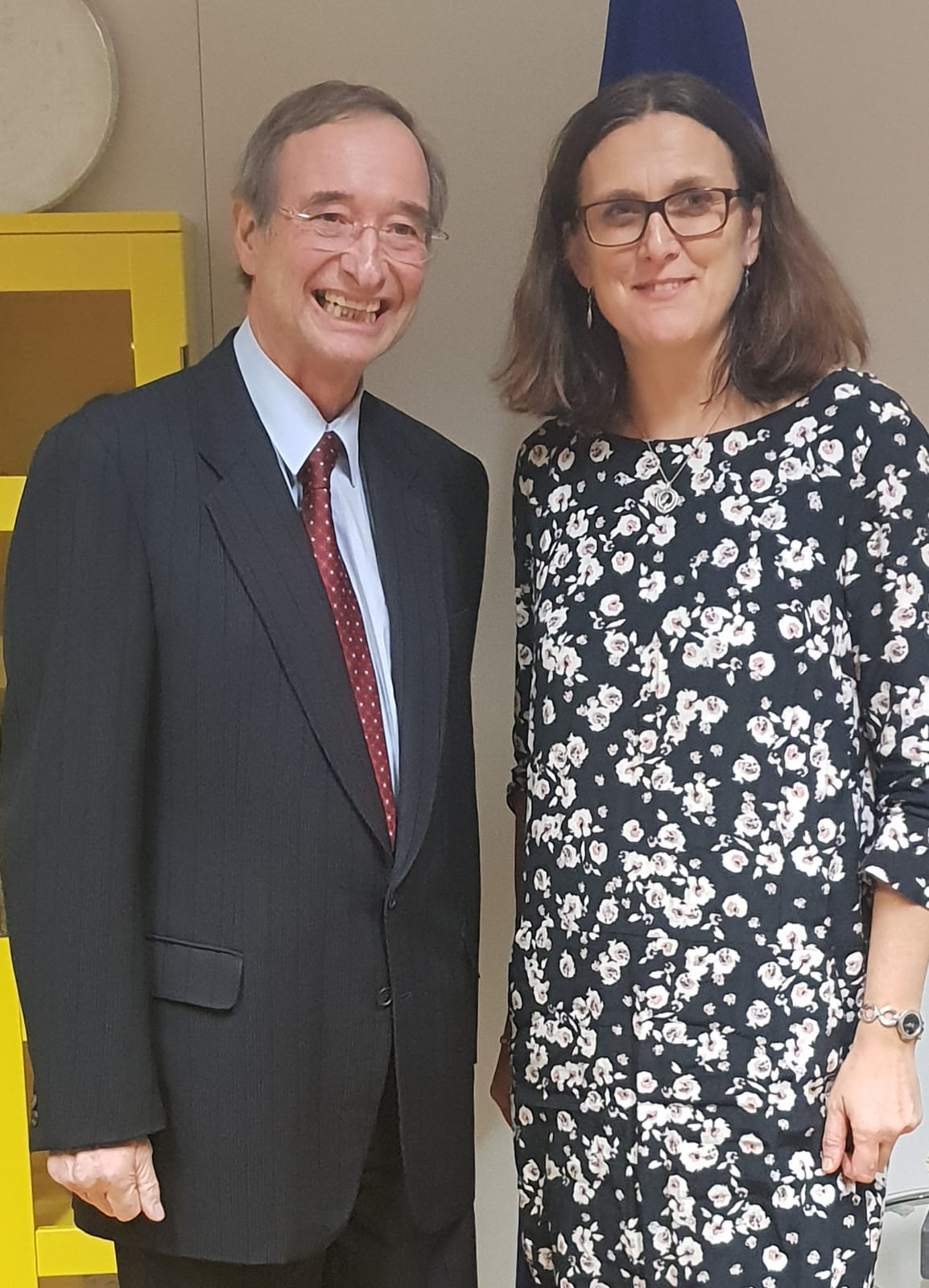
Setkání s předsedou Eurochambres Christophem Leitlem v roce 2018

#### Eurokomisařka pro obchod, 2014–2019
V červenci 2014 jmenoval švédský premiér Fredrik Reinfeldt Malmström eurokomisařkou na druhé funkční období. Po podpoře její nominaci Evropským parlamentem se 1. listopadu 2014 jako členka Junckerovy komise ujala funkce eurokomisařky pro obchod.
Jedním z jejích klíčových úkolů bylo také „úspěšné dokončení“ kontroverzních obchodních jednání s USA o Transatlantickém obchodním a investičním partnerství (TTIP).
V květnu 2015 Malmström a turecký ministr hospodářství Nihat Zeybekci oznámili rámec pro rozšíření celní unie mezi Evropskou unií a Tureckem tak, aby zahrnovala služby, státní zakázky a většinu zemědělského zboží. Rovněž pod jejím vedením EU v srpnu 2015 dokončila jednání o rozsáhlé obchodní dohodě s Vietnamem, která by v následujících letech měla odstranit 99 % cel mezi Evropou a Vietnamem, ale i necelní překážky obchodu, služeb, investic, duševního vlastnictví, sanitárních a fytosanitárních opatření, veřejných zakázek, řešení sporů a udržitelného rozvoje.

### Pozdější kariéra
Od roku 2019 působí Malmström jako hostující profesorka na Fakultě obchodu, ekonomie a práva na Göteborské univerzitě a je členkou transatlantické pracovní skupiny Německého Marshallova fondu a Nadace spolkového kancléře Helmuta Schmidta (BKHS).
V září 2020 ji vláda premiéra Stefana Löfvena nominovala jako švédskou kandidátku na generální tajemnici Organizace pro hospodářskou spolupráci a rozvoj (OECD), ve finále výběrového řízení v březnu 2021 prohrála s Mathiasem Cormannem.
V letech 2021–2022 byla členkou pracovní skupiny pro globální kapitalismus a transformaci Trilaterální komise, které předsedali Carl Bildt, Kelly Grier a Takeši Niinami. V roce 2022 nastoupila jako hlavní poradkyně do advokátní kanceláře Covington & Burling.

### Osobní život
Malmström žije v Bruselu, je vdaná a v roce 2003 se jí narodila dvojčata, chlapec a děvče.